# Lekkoatletyka na Letnich Igrzyskach Olimpijskich 1900 – bieg na 2500 metrów z przeszkodami mężczyzn
Bieg na 2500 m z przeszkodami rozgrywano tylko jeden raz na igrzyskach olimpijskich – w Paryżu w 1900. Był to również jedyny przypadek, kiedy rozegrano dwa biegi z przeszkodami na różnych dystansach (również bieg na 4000 m z przeszkodami). Bieg odbył się 15 lipca w Lasku Bulońskim. Ponieważ była to niedziela, kilku biegaczy amerykańskich zrezygnowało ze startu. Wystąpiło sześciu zawodników, każdy z innego kraju. Bieg był rozgrywany na bieżni o obwodzie 500 m, na której ustawiono przeszkody: płotki, kamienne murki i rów z wodą.

## Finał
| Poz.   | Zawodnik          | Kraj                 | Wynik    | Uwagi |
| ------ | ----------------- | -------------------- | -------- | ----- |
| złoto  | George Orton      | Kanada               | 7:34,4   | OR    |
| srebro | Sidney Robinson   | Wielka Brytania      | 7:38,0   |       |
| brąz   | Jean Chastanié    | Francja              | nieznany |       |
| 4.     | Arthur Newton     | Stany Zjednoczone    | nieznany |       |
| 5.     | Hermann Wraschtil | Austria              | nieznany |       |
| 6.     | Franz Duhne       | Cesarstwo Niemieckie | nieznany |       |

Zawodnicy szybko podzielili się na dwie grupy, ponieważ Wraschtil i Duhne nie byli w stanie wytrzymać tempa pozostałych. Pierwsza czwórka biegła razem aż do ostatniej prostej. Na niej Orton zaatakował z czwartej pozycji i zdecydowanie zwyciężył, wyprzedzając Robinsona o 10 jardów. Chastanié stracił do Robinsona 50 jardów.

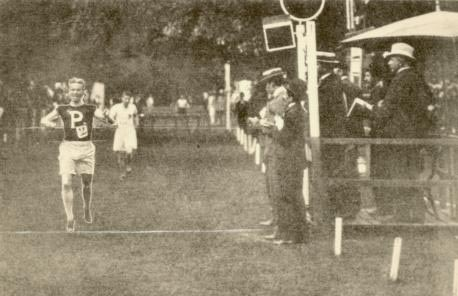
Finisz biegu na 2500 m z przeszkodami